# Camponotus scratius
Camponotus scratius é uma espécie de inseto do gênero Camponotus, pertencente à família Formicidae.